# Peter Suber
Peter Dain Suber (født 8. november 1951) er en amerikansk filosof som beskæftiger sig med retsfilosofi og åben adgang til viden. Han er Senior Researcher ved Berkman Klein Center for Internet & Society, Director of the Harvard Office for Scholarly Communication, og Director of the Harvard Open Access Project (HOAP). Suber er kendt som en førende stemme i open access-bevægelsen, og som skaber af kortspillet Nomic.

## Uddannelse
Suber blev kandidat fra Earlham College i 1973, fik en PhD-gradi filosofi i 1978 ved at skrive en afhandling om Søren Kierkegaard og en Juris Doctor-grad i 1982, begge fra Northwestern University.